# Stadacona
Stadacona (französisch Stadaconé) war ein Dorf der Sankt-Lorenz-Irokesen in der ersten Hälfte des 16. Jahrhunderts. Es zählte über 500 Einwohner und befand sich auf dem Gebiet der heutigen kanadischen Stadt Québec, am Ufer des Rivière Saint-Charles. Die Umgebung des damaligen Dorfes ist heute ein Stadtpark und als nationale historische Stätte eingestuft.

## Geschichte

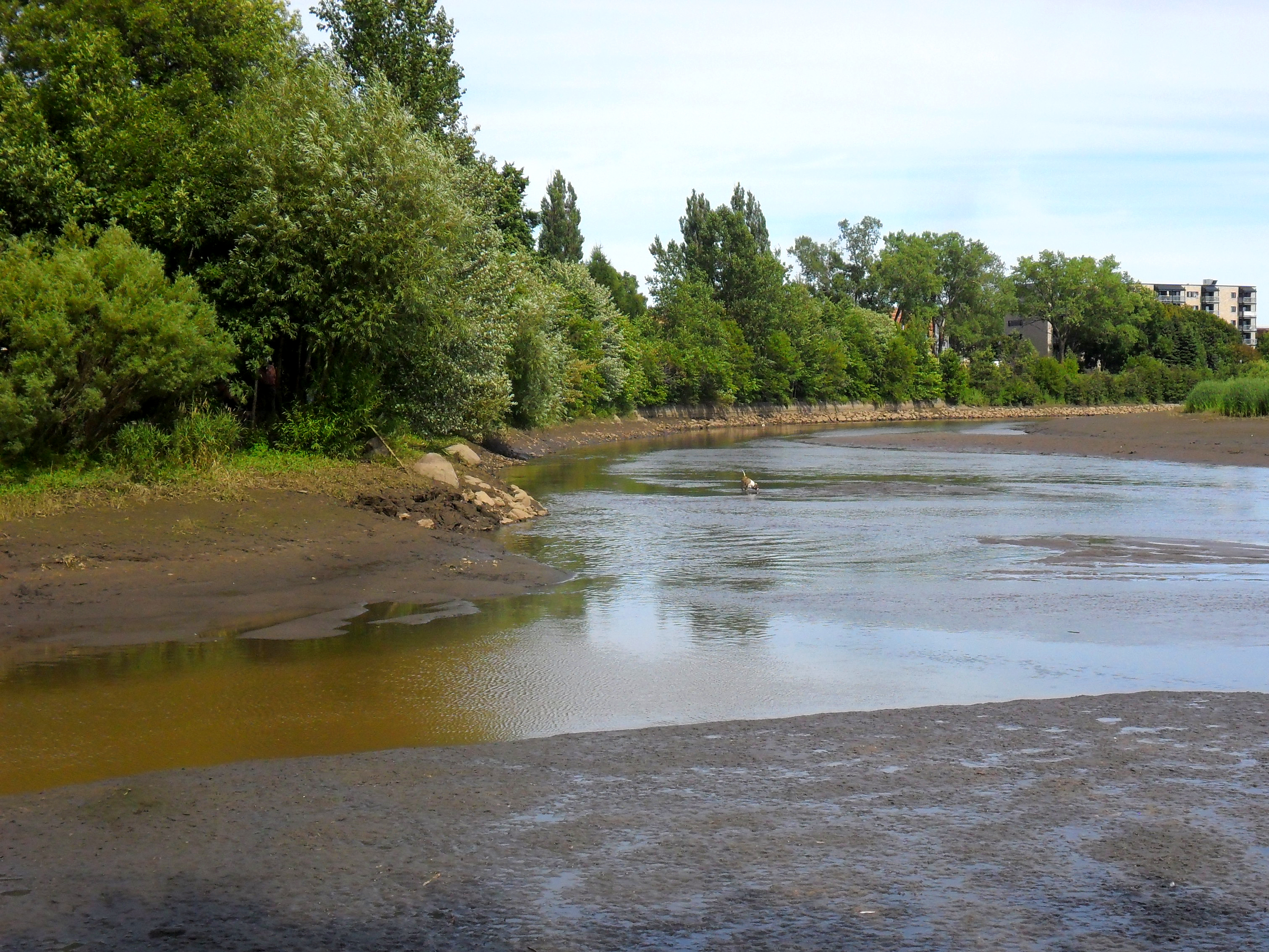
Zusammenfluss von Rivière Saint-Charles und Rivière Lairet

Der französische Seefahrer Jacques Cartier erkundete im Jahr 1535 mit drei Schiffen und 110 Mann Besatzung den Sankt-Lorenz-Strom. Er war auf der Suche nach einer Nordwestpassage, die ihn zu den Reichtümern Asiens führen sollte. Am 7. September erreichten die Schiffe das heutige Stadtgebiet und bogen in den Nebenfluss Rivière Saint-Charles ein. Sie ankerten etwa zwei Kilometer landeinwärts nahe der Mündung des Rivière Lairet (heute ein überwiegend unterirdisch verlaufender Bach). Dort lag das Dorf Stadacona, das zwischen 500 und 800 Einwohnern zählte. Es bestand aus mehreren Langhäusern, die jeweils etwa 40 Personen Platz boten. Die Einwohner lebten von der Jagd und dem Fischen, außerdem bauten sie Mais, Kürbisse und Bohnen an. Der damalige Standort dürfte nur der letzte bekannte gewesen sein, da die Sankt-Lorenz-Irokesen die Angewohnheit hatten, bei nachlassender Bodenfruchtbarkeit ihre Dörfer zu zerlegen und an einer anderen Stelle wiederaufzubauen. Das Oberhaupt des Dorfes war Donnacona, dem Cartier bereits ein Jahr zuvor in der Bucht von Gaspé begegnet war.
Cartier segelte weiter den Sankt-Lorenz-Strom hinauf bis zur Île de Montréal und kehrte im Oktober 1535 nach Stadacona zurück, um zu überwintern. Ein Teil der Besatzung war dort geblieben, um zu diesem Zweck am gegenüberliegenden Ufer des Rivière Saint-Charles ein von Pfählen umgebenes Lager zu errichten. Die Beziehungen zwischen Franzosen und Irokesen waren mit der Zeit von gegenseitigem Misstrauen geprägt. Während des sehr strengen Winters erkrankte fast die gesamte Besatzung an Skorbut, 25 der Männer starben. Die Irokesen, die ebenfalls an der Krankheit litten, verabreichten den Franzosen ein heißes Gebräu aus Annedda. Dabei handelte es sich wahrscheinlich um Nadeln der Abendländischen Thuja. Vor seiner Abreise nach Frankreich im Mai 1536 ließ Cartier Donnacona entführen, der dort drei Jahre später starb.
1541 kehrte Cartier mit fünf Schiffen und 350 Siedlern nach Neufrankreich zurück. Er hatte den Auftrag, bei Stadacona eine Kolonie zu gründen. Aufgrund von Feindseligkeiten mit den Einheimischen konnte das Vorhaben nicht am vorgesehenen Ort durchgeführt werden. Als Ersatzstandort wählte Cartier die einige Kilometer entfernte Mündung des Rivière du Cap Rouge, wo Charlesbourg-Royal gegründet wurde. Doch nach nur zwei Jahren musste diese Siedlung aufgegeben werden. Mehr als sechs Jahrzehnte lang gab es keine französischen Kolonialisierungsbemühungen mehr. Als Samuel de Champlain 1603 Cartiers Spuren folgte, war Stadacona nicht mehr auffindbar und die Sankt-Lorenz-Irokesen waren spurlos verschwunden. Für ihr Verschwinden werden Konflikte mit benachbarten Irokesenstämmen, Auswirkungen der von Europäern eingeschleppten Epidemien oder eine Wanderungsbewegung in Richtung der Großen Seen verantwortlich gemacht. Ersteres gilt als am wahrscheinlichsten.

## Nachwirkung
Der Landesname Kanada stammt aus dem Laurentischen, der Sprache der Sankt-Lorenz-Irokesen in Stadacona und im übrigen Sankt-Lorenz-Tiefland. In dieser Sprache hatte das Wort kanata die Bedeutung „Dorf“ oder besser „Siedlung“. Eine weitere zeitgenössische Übersetzung war „Häufung von Behausungen“. Laurentisch war nahe verwandt mit anderen Sprachen der irokesischen Sprachfamilie: Im modernen Mohawk beispielsweise hat das Wort kaná:ta die Bedeutung „(Klein-)Stadt“. Jacques Cartier transkribierte kanata zu Canada. Er war der Erste, der mit diesem Wort nicht nur das Dorf Stadacona meinte, sondern auch die weitere Umgebung um den Sankt-Lorenz-Strom. Ab 1547 bezeichneten Landkarten das gesamte Gebiet nördlich des Stroms als Canada.
Seit 1958 besteht die Nationale historische Stätte Cartier-Brébeuf, die von Parks Canada verwaltet wird.